# Стоимость денег с учётом фактора времени
Стоимость денег с учётом фактора времени (временна́я це́нность де́нег, стоимость денег во времени, теория временной стоимости денег, англ. time value of money) — концепция, в соответствии с которой сегодняшний денежный доход (расход) имеет большую ценность, чем завтрашний, при одинаковой сумме.
Утверждение о временной ценности денег является одним из основных положений финансовой математики. Различие в ценности связано с тем, что деньги могут быть инвестированы и принести доход. Поэтому собственник денег может требовать компенсацию неполученного дохода. Неполученный доход выступает в роли альтернативных издержек.
Сходная задача возникает в теории потребительского поведения и выбора. Потребителю необходимо выбрать между тем, какую часть текущего дохода потребить сегодня, а какую сберечь, чтобы потребить завтра. Оптимальный выбор потребителя рассматривается в теории межвременного выбора.

## Общие принципы
Зависимость между ценностью денег и длительностью ожидания была очевидна уже в Средние века. Например, Леонардо Пизанский (Фибоначчи) в 1202 г. писал, что «сумма, полученная сегодня, больше той же суммы, полученной завтра». Это утверждение называют также «золотым» правилом бизнеса.
Согласно профессору Энтони А. Аткинсону, стоимость денег во времени — это альтернативная стоимость их использования. Деньги, как и любой товар, имеют ценность и могут приносить доход. Поэтому их ценность зависит от того, когда они расходуются или поступают. При выборе между вариантами вложений агенту приходится сравнивать ожидаемые будущие выгоды от каждого из вариантов. Возникают альтернативные издержки, связанные с принятием решения. При выборе конкретного варианта рациональный агент потребует компенсации упущенной выгоды от наилучшего варианта вложений. Компенсация должна быть тем больше, чем длиннее период, в течение которого придется ждать возврата инвестиций.
Деньги могут быть использованы также и для потребления, от которого собственник получает некоторую полезность. Отказ от полезности в пользу одного из вариантов инвестирования также требует компенсации.
Изменение ценности денег во времени приводит к двум важным выводам.
1. Фактор времени должен явным образом учитываться при принятии инвестиционных решений и проведении различных финансовых операций.
2. С точки зрения анализа долгосрочных финансовых операций, некорректно суммировать денежные величины, относящиеся к разным периодам времени.

## Расчет стоимости денег

### Дисконтирование
Основной операцией, которая помогает сравнивать разновременные потоки платежей, является операция дисконтирования. Обратная по отношению к ней операция называется компаундингом. В финансовом менеджменте для работы с денежными величинами, относящимися к разным периодам времени, используют операцию приведения этих денежных величин к одному периоду. Для этого потоки платежей пересчитывают по ставке дисконтирования на определенный период. Различают два вида стоимости.
1. Дисконтированная стоимость (PV, англ. Present Value), которая отражает сегодняшнюю ценность предстоящего платежа.
2. Будущая стоимость денег (FV, англ. Future Value), которая отражает ценность любого платежа (в том числе и сегодняшнего) на некоторую дату в будущем. В качестве будущей даты можно выбрать любую. Важно лишь, чтобы все платежи были пересчитаны к одному и тому же моменту времени. Обычно в качестве будущей даты выбирают конец рассматриваемого периода.

Дисконтированную стоимость также называют современной, или приведенной. Будущую стоимость называют наращенной.
Предположим, что агент выбирает между тем, чтобы вложить некоторую сумму {\displaystyle S} в банк на год под номинальную процентную ставку {\displaystyle i} и вложить ее в некоторый инвестиционный проект, который принесет выгоды в размере {\displaystyle CF} через один год. Тогда агент согласится инвестировать, если выполнено условие {\displaystyle CF\geq S(1+i)}, которое можно записать следующим образом:
{\displaystyle {\frac {CF}{1+i}}\geq S}
Слева написана дисконтированная стоимость, которая должна быть не менее первоначальной суммы {\displaystyle S}, чтобы операция считалась выгодной. Формулу можно обобщить на случай, когда инвестиционный проект реализуется в течение нескольких периодов (лет, кварталов, месяцев), создает поток платежей и альтернативой является вложение под фиксированную ставку:
{\displaystyle \sum _{t=1}^{T}{\frac {CF_{t}}{(1+i)^{t}}}\geq S}
Если собственнику денег нужно ждать получения платежа в течение ряда периодов, то альтернативой могло быть вложение во вклад, предусматривающий капитализацию процентов. Проценты присоединяются к сумме вклада по окончании каждого периода и сами становятся источником дополнительного дохода в следующем периоде. Поэтому для расчета дисконтированной стоимости каждого платежа используется формула сложных процентов.

### Ставка дисконтирования
Номинальная ставка по вкладу {\displaystyle i} выступает в роли ставки дисконтирования. Если альтернативой является вложение не в банк, а в инвестиционный проект, то нужно использовать другую ставку дисконтирования, вычисление которой может потребовать дополнительных усилий и применения специальных методов. В частности, ставка должна учитывать всевозможные виды рисков, связанных с реализацией проекта. В качестве ставки дисконтирования может использоваться планируемая доходность инвестиционного проекта.
Минимально возможная ставка соответствует безрисковой доходности. В качестве ориентира в этом случае может служить ключевая ставка. Может также использоваться доходность по государственным облигациям со сроком погашения, соответствующим сроку проекта.

## Дисконтированная стоимость аннуитетных платежей с ростом
Если денежные потоки аннуитетных платежей растут в (1+g) раз (ставка роста равна g), то их дисконтированная стоимость вычисляется по формуле:
{\displaystyle PV\,=\,{CF_{1} \over (i-g)}\left[1-\left({1+g \over 1+i}\right)^{n}\right]},
где {\displaystyle CF_{1}} — аннуитетный платеж, осуществляемый в первый период, {\displaystyle n} — число периодов, {\displaystyle i} — ставка дисконтирования, {\displaystyle PV} — дисконтированная стоимость аннуитетных платежей.
Формула получается вычитанием формулы для расчета дисконтированной стоимости перпетуитета, начинающегося в году n из упрощенной формулы модели Гордона.